# Simulium striatum
Simulium striatum är en tvåvingeart som beskrevs av Enrico Adelelmo Brunetti 1912. Simulium striatum ingår i släktet Simulium och familjen knott. Inga underarter finns listade i Catalogue of Life.